# 2009 au Vanuatu
Cet article présente les faits marquants de l'année 2009 au Vanuatu.

## Évènements
- Mardi 2 juin 2009 : un séisme de magnitude 6,5 s'est produit sur l'archipel de Vanuatu.

- Jeudi 8 octobre 2009 : une alerte au tsunami est déclenchée dans le Pacifique sud après trois séismes successifs, d'une magnitude de 7,8 puis de 7,7 et 7,3, survenus entre les archipels du Vanuatu et les îles Salomon. Une quatrième secousse de magnitude 7 avait été ressentie dans l'après-midi.

- Vendredi 9 octobre 2009 : un séisme d'une magnitude de 6,4 a frappé ce matin les îles Santa Cruz (Salomon). La secousse a eu lieu à 315 kilomètres au nord-ouest de Luganville (île d'Espiritu Santo, Vanuatu), et à une profondeur de 9,4 kilomètres.

- Dimanche 11 octobre 2009 : un séisme d'une magnitude de 5,6 s'est produit au large du Vanuatu, localisée à 295 km de Lungaville, à une profondeur de 10 kilomètres.